# Tàngara ocràcia
La tàngara ocràcia (Sphenopsis ochracea) és un ocell de la família dels tràupids (Thraupidae).

## Hàbitat i distribució
Habita la selva pluvial, vegetació secundària, matolls i bambú dels Andes del sud-oest de Colòmbia i l'oest de l'Equador.